# Андриамандзату, Ришар
Ришар Андриамандзату (Андриаманджато) (фр. Richard Andriamanjato;
31 июля 1930 — 16 мая 2013, Париж) — мадагаскарский политический и общественный деятель, протестантский священник. Марксист. Основатель Партии конгресса независимости Мадагаскара (1958). Председатель Национального собрания Мадагаскара (1993—1998). Активный деятель международного движения сторонников мира. Малагасийский поэт. Член-корреспондент Малагасийской академии.

## Биография
Представитель народа мерина. В 1950—1957 годах учился во Франции, где окончил математический факультет университета Монпелье. Затем, изучал философию и богословие в Страсбургском университете во Франции. Участвовал в деятельности Ассоциации студентов из французских заморских владений, обучавшихся во Франции.
По возвращении на родину в 1957 году стал пастором протестантской церкви в Тананариве, с 1959 года также работал директором протестантского колледжа, был председателем Федерации протестантских школ.
В 1958 году — один из организаторов левой революционно-демократической и антикапиталистической (большую часть своего существования коммунистической) политической Партии конгресса независимости Мадагаскара. На первом съезде партии в 1959 году была принята программа, содержащая требование немедленной и полной независимости Мадагаскара. Партия заявляла о борьбе против империализма, неоколониализма, расизма, за мир и безопасность народов Африки.
В 1959—1977 годах был мэром Антананариву, в 1960—1972 годах — депутатом национального парламента, в 1972—1977 годах — членом Национального народного совета развития, с 1977 года — членом Верховного революционного совета Мадагаскара.
В 1976 году поддержал Дидье Рацирака и участвовал в создании партии «Авангард малагасийской революции» (АРЕМА), был её лидером и Национального фронта защиты революции (в 1977 году).
В 1993—1998 годах — председатель Национального собрания Мадагаскара.
Р. Андриамандзату был вице-председателем Христианской конфедерации за мир (с 1974 года), президентом Всеафриканской Конфедерации церквей.

## Награды
- Орден Дружбы народов (1980).